# Бото (Бјела)
Бото је насеље у Италији у округу Бијела, региону Пијемонт.
Према процени из 2011. у насељу је живело 64 становника. Насеље се налази на надморској висини од 239 м.